# Cyborg 009
Cyborg 009 (jap. サイボーグ009 saibōgu 009) ist eine Manga-Serie des japanischen Zeichners Shōtarō Ishinomori (unter anderem auch Kamen Rider), die in mehreren Anime-Filmen und -Fernsehserien verfilmt wurde. Sie ist dem Science-Fiction-Genre zuzuordnen und handelt von neun Cyborgs, die um ihre Freiheit kämpfen.

## Handlung
Neun Menschen unterschiedlicher Herkunft werden von der Geheimorganisation Black Ghost entführt und gegen ihren Willen in Cyborgs mit Superkräften umgewandelt. Es gelingt den Cyborgs jedoch, zu fliehen. Sie verbünden sich und bekämpfen die Geheimorganisation, die einen neuen Weltkrieg entfesseln will.
Die Cyborgs kommen aus verschiedenen Ländern. Cyborg 001 stammt aus Russland, 002 aus New York City, 003 aus Frankreich, 004 aus Deutschland, 005 aus dem Süden der USA, 006 aus China, 007 aus Großbritannien und 008 aus Afrika.
Im Mittelpunkt des Mangas und seiner Verfilmungen steht jedoch der neunte, der japanische Cyborg, Joe Shimamura.

## Veröffentlichungen

### Manga
Cyborg 009 erschien in Japan von 1964 bis 1986 in Einzelkapiteln in zahlreichen Manga-Magazinen wie Shōnen Magazine, Shōnen King, COM, Shōnen Sunday, Monthly Shōnen Jump, Shōnen Big Comic und Shōjo Comic. Der Akita-Shoten-Verlag veröffentlichte diese Einzelkapitel auch in 36 Sammelbänden.
Der Manga wurde auch in den USA bei Tokyopop verlegt.

### Anime
1966 produzierte Toei Animation den ersten Zeichentrickfilm zu Cyborg 009. Dieser wurde 1967 mit einem weiteren Film Cyborg 009 - Monster Wars fortgesetzt.

Die erste Anime-Serie auf Basis des Mangas wurde von Sunrise Inc. und Toei Animation produziert und von April bis September 1968 im japanischen Fernsehen ausgestrahlt. Die Serie umfasst 26 Episoden und trug maßgeblich zum Erfolg von Cyborg 009 bei.
Die nächste, 50-teilige Serie entstand von 1979 bis 1980. Weder die zwei ersten Filme noch die zwei ersten Serien sind bisher auf Deutsch erschienen.
Mit dem Film Cyborg 009 – Legend of the Super Galaxy wurde 1980 eine Fortsetzung zur zweiten Serie produziert. Dieser Film liegt in einer deutschen Synchronfassung vor, die zweiteilig unter den Namen Raumstation Cyborg 009 und Gefährlicher Countdown für Cyborg 009 auf DVD vermarktet wird (mit falscher Laufzeit und ohne Angabe des Fortsetzungscharakters). Bekannte Synchronsprecher wie Hans-Jürgen Dittberner, Manfred Lehmann, Ronald Nitschke, Horst Gentzen, Joachim Cadenbach, Gerd Duwner oder Friedrich W. Bauschulte konnten für die Synchronisation gewonnen werden.
Von 2001 bis 2002 setzte man den Manga erneut in eine Anime-Serie um. Diese Verfilmung besteht aus 52 Episoden und wurde auf dem Fernsehsender TV Tokyo ausgestrahlt.
Am 27. Oktober 2012 startete ein Kinofilm namens 009 Re:Cyborg in den japanischen Kinos. Animiert wurde dieser von Production I.G unter der Regie von Kenji Kamiyama. Dieser Film wurde für den deutschsprachigen Raum von Universum Anime lizenziert.
2017 erschien auf Netflix die Anime-Fortsetzung Cyborg 009 - Call of Justice als Netflix Original. Die Fortsetzung ist u. a. als deutsche Synchro verfügbar.

### Synchronisation
| Rolle            | japanischer Sprecher (1968) (Seiyū) | Japanische Sprecher (1979) | Japanische Sprecher (2001) |
| ---------------- | ----------------------------------- | -------------------------- | -------------------------- |
| Joe Shimamura    | Katsuji Mori                        | Kazuhiko Inoue             | Takahiro Sakurai           |
| Albert Heinrich  | Hiroshi Ootake                      | Keaton Yamada              | Nobuo Tobita               |
| Françoise Arnoul | Hiroko Suzuki                       | Kazuko Sugiyama            | Satsuki Yukino             |
| Jet Link         | Ryo Ishihara                        | Keiichi Noda               | Shoutarou Morikubo         |
| Great Britain    | Machiko Soga                        | Kaneta Kimotsuki           | Chō                        |
| Ivan Whisky      | Fuyumi Shiraishi                    | Sachiko Chijimatsu         | Kana Ueda                  |
| Pyunma           | Keiichi Noda                        | Kouji Totani               | Mitsuo Iwata               |
| Geronimo Jr.     | Hiroshi Masuoka                     | Banjou Ginga               | Akio Ootsuka               |
| Chang Changku    | Ichirō Nagai                        | Sanji Hase                 | Chafurin                   |
| Isaac Gilmore    | Jouji Yanami                        | Kousei Tomita              | Mugihito                   |
| Van Vogt         |                                     |                            | Unsho Ishizuka             |
| Apollo           |                                     |                            | Akira Ishida               |
| Cain             |                                     |                            | Toshiyuki Morikawa         |
| Skull            |                                     |                            | Norio Wakamoto             |